# Arctopelopia melanosoma
Arctopelopia melanosoma är en tvåvingeart som först beskrevs av Maurice Emile Marie Goetghebuer 1933.  Arctopelopia melanosoma ingår i släktet Arctopelopia och familjen fjädermyggor. Arten är reproducerande i Sverige. Inga underarter finns listade i Catalogue of Life.